# تاپیوبیچکه
تاپیوبیچکه (به مجاری:  Tápióbicske) یک سکونتگاه مسکونی در مجارستان است که در شهرستان پشت واقع شده‌است.

## خصوصیات
تاپیوبیچکه ۴۸٫۴۸ کیلومترمربع مساحت و ۳٬۵۲۹ نفر جمعیت دارد.